# John McCrady
John McCrady (* 15. Oktober 1831 in Charleston, South Carolina; † 16. Oktober 1881 in Nashville, Tennessee) war ein US-amerikanischer Zoologe.

## Leben
McCrady, das dritte von 14 Kindern eines Anwalts, besuchte das College in Charleston und wurde dort durch Vorlesungen von Louis Agassiz stark beeinflusst, so dass er zwischen 1852 und 1855 an der Lawrence Scientific School der Harvard University bei Agassiz studierte. Im Bürgerkrieg war er Offizier der Konföderierten. Nach der Niederlage im Bürgerkrieg verfiel er in Depressionen und gab seine Professur am College in Charleston auf, an dem er insbesondere Mathematik gelehrt hatte. Auf Wunsch von Agassiz kam er 1873 an das Museum of Comparative Zoology in Harvard und als Agassiz wenig später starb, wurde er dessen Nachfolger als Professor für Zoologie in Harvard. Da ihm das politische Umfeld in Harvard nicht gefiel und er häufig krank war, gab er die Professur 1877 auf und wurde Professor an der University of the South in Sewanee.
Mit seiner Studie über Hydrozoen im Hafen von Charleston war er ein Pionier der Erforschung der Hydrozoen.
McCrady befasste sich vor allem mit Hydrozoen und Nesseltieren. Er erstbeschrieb verschiedene Taxa von Quallen (13 Arten, zwei Familien, fünf Gattungen). Daneben veröffentlichte er auch über fossile Stachelhäuter. Nach ihm wurden verschiedene Taxa benannt. Wie sein Lehrer Agassiz versuchte er auch Rassenunterschiede (und speziell die von ihm propagierte Überlegenheit der weißen Rasse) bei Menschen wissenschaftlich zu untermauern. Er kritisierte (wie sein Lehrer Agassiz) die Evolutionstheorie von Charles Darwin und verfolgte die Aufstellung eigener Entwicklungsgesetze.
Er heiratete 1859 und hatte sechs Kinder.
Die Hydrozoe Clytia mccradyi und die Rippenqualle Mnemiopsis mccradyi sind ihm zu Ehren benannt. Er war Mitglied der American Academy of Arts and Sciences (1874).

## Schriften
- Gymnopthalmata of Charleston Harbor, Proc. Charleston’s Elliott Society of Natural History 1859